# Saison 3 de Sliders
Chronologie
Saison 2 Saison 4
Cet article présente le guide des épisodes de la troisième saison de série télévisée américaine Sliders : Les Mondes parallèles.

## Épisodes

### Épisode 1:Un monde de jeux mortels
- Titre original : Rules of the Game
- Numéro(s) : 24 (3-01)
- Scénariste : Josef Anderson
- Réalisateur : Oscar L. Costo
- Diffusion(s) :
  -  États-Unis : 20 septembre 1996 sur le réseau FOX
  -  France : 16 octobre 1997 sur M6
- Résumé :

Après avoir séjourné deux mois dans un monde d'igloos, les glisseurs arrivent dans un avion sur le point de s'écraser, mais ils sont soulagés d'apprendre qu'il ne s'agissait que d'une simulation. Par contre, ils sont horrifiés de voir que le vrai jeu ne fait que commencer. Pour survivre, ils devront suivre les conseils d'une candidate nommée Nicky et ne gagneront qu'à la condition de placer un disque entre deux cylindres. Ils se séparent en deux groupes : Quinn et Wade d'un côté, Rembrandt et le professeur de l'autre. Le problème, c'est que le professeur est devenu provisoirement aveugle après avoir été touché par un laser.
- Commentaires :
- On apprend que Wade est aviophobe.
- On apprend que Rembrandt a été dans la Marine.
- Quinn dit à Nicky que si les glisseurs ratent leur "fenêtre d'opportunité", ils resteront coincés pendant 29 ans dans le monde qu'ils occupent à ce moment-là.

### Épisode 2:Un monde sans ressources
- Titre original : Double Cross
- Numéro(s) : 25 (3-02)
- Scénariste : Tony Blake et Paul Jackson
- Réalisateur : Richard Compton
- Diffusion(s) :
  -  États-Unis : 27 septembre 1996 sur le réseau FOX
  -  France : 17 octobre 1997 sur M6
- Résumé :

Les glisseurs arrivent sur une Terre où les ressources sont tellement pauvres que San Francisco et Los Angeles ont fusionné en San Angeles. Rembrandt rencontre une femme qui se prétend son admiratrice numéro un et l'invite chez elle. Mais il ne se doute pas que cette femme, bien que mariée, cherche à convoler avec lui. Pendant ce temps, Quinn, Wade et le professeur Arturo rencontrent Logan St Claire, une scientifique travaillant sur la glisse. Ils ne se doutent pas que ses projets sont plutôt sombres. À la suite de cela, le groupe parvient à glisser vers une Terre où Los Angeles est le pays du cannabis mais Logan les poursuit toujours.
- Commentaires : 
  - C'est le premier épisode tournant vraiment autour du minuteur, celui-ci privé de sa puce originale fait atterrir le groupe loin de San Francisco.
  - Arturo est l'inventeur de la glisse dans ce monde.
  - Lors de l'épilogue, les Glisseurs arrivent à Los Angeles. Désormais, ils peuvent glisser dans un rayon de 600km.
  - Il s'agit du seul épisode où le double de Quinn Mallory est une femme.
  - Lester Barrie (Elston Diggs) apparaît dans cet épisode.

### Épisode 3:Un monde de tornades
- Titre original : Electric Twister Acid Test
- Numéro(s) : 26 (3-03)
- Scénariste : Scott Smith Miller
- Réalisateur : Oscar L. Costo
- Diffusion(s) :
  -  États-Unis : 4 octobre 1996 sur le réseau FOX
  -  France : 20 octobre 1997 sur M6
- Résumé :

Les glisseurs arrivent sur une Terre où les tornades détruisent tout et ont une importance colossale. Pris en délit par Franklin, un dictateur violent et cruel qui rejette tout forme de technologie (similaire aux amishs), Quinn, Arturo et Rembrandt marchent dans le désert mais sont recueillis par le fils de Franklin car ils ont sauvé la vie d'un jeune garçon. Pendant ce temps, Wade est retenue prisonnière au village et le minuteur est confisqué, pour la raison que Franklin entend parler du projet "Sliders" qui l'intéresse et c'est pour ça qu'il éloigne les 3 autres glisseurs.
- Commentaire :
- Julie Benz (Darla dans Buffy contre les vampires) apparait en guest dans cet épisode.

### Épisode 4:Un monde retrouvé
- Titre original : The Guardian
- Numéro(s) : 27 (3-04)
- Scénariste : Tracy Tormé
- Réalisateur : Adam Nimoy
- Diffusion(s) :
  -  États-Unis : 11 octobre 1996 sur le réseau FOX
  -  France : 21 octobre 1997 sur M6
- Résumé :

Les glisseurs sont sur un monde consacré à la recherche médicale et le professeur Arturo veut rester sur cette Terre. Il lui apprend qu'il souffre d'une tumeur au cerveau mais Quinn accepte de garder le secret et de ne pas le dire à Wade et Rembrandt. Après avoir glissé, Arturo décide de profiter à fond de sa vie et se lance dans des activités plutôt dangereuses pour un homme de son âge. Pendant ce temps sur ce monde où le temps progresse plus lentement et où les événements surviennent avec douze années de retard, Quinn retrouve son double, âgé d'une dizaine d'années et tente de modifier sa propre vie.
- Commentaires :
- Lester Barrie (Elston Diggs) apparaît dans cet épisode.
- Linda Henning (Mrs. Mallory) apparaît dans cet épisode.
- Guest star : Leslie Horan dans le rôle de Heather Hanley
- A un moment de l'épisode, quand les autres critiquent le fait qu'Arturo va voir encore le même opéra, celui-ci leur rétorque « votre génération va bien voir des dizaines de fois Indiana Jones » ; John Rhys-Davis qui interprète Arturo joue également dans la fameuse saga où il incarne Salah, un des amis d'Indy.

### Épisode 5:Un monde obsédant
- Titre original : The Dream Masters
- Numéro(s) : 28 (3-05)
- Scénariste : Melinda Snodgrass
- Réalisateur : Jefery Levy
- Diffusion(s) :
  -  États-Unis : 18 octobre 1996 sur le réseau FOX
  -  France : 22 octobre 1997 sur M6
- Résumé :

Les glisseurs sont dans un monde régi par les lois des maîtres des rêves. Wade, qui a refusé les avances de l'un d'entre eux, ne doit plus s'endormir sous peine d'être tuée.
- Commentaires : 
  - C'est le seul épisode de la série où les glisseurs ne glissent pas.
  - L'acteur Michael Des Barres notamment connu pour le rôle récurrent de " Murdoc " dans la série McGyver est présent dans cet épisode.

### Épisode 6:Un monde d'eau pure
- Titre original : Desert Storm
- Numéro(s) : 29 (3-06)
- Scénariste : Matt Dearborn
- Réalisateur : Jim Johnston
- Diffusion(s) :
  -  États-Unis : 1er novembre 1996 sur le réseau FOX
  -  France : 23 octobre 1997 sur M6
- Résumé :

Dans un monde où l'eau est très rare et très précieuse, les glisseurs vont devoir faire preuve d'habileté pour sauver la vie d'une jeune fille capable de localiser l'eau.

Commentaires
- Ken Steadman, un acteur de la série, s'est tué dans un accident de buggy durant le tournage.
- Lester Barrie (Elston Diggs) apparaît dans cet épisode.
- Guests stars : Judson Mills (Davy), Lester Barrie (Elston Diggs), Ken Steadman (Cutter), Gina Philips (Devin), Kristofer Lindquist (Jeremy), Michael Lee Gogin (Maître Healer), Christopher Maleki (en) (Wolf), Constance Forslund (Fiona), Gabriel Christy (Père De Devin).

Erreurs et incohérences :
- Il est dit dans cet épisode que Devin a été kidnappée à l'âge de 5 ans ; or, lorsque nous voyons, en flashback, les images de son enlèvement, Devin semble bien plus âgée.
- Comment Cutter peut-il prétendre connaitre le fonctionnement du cristal que portait Devin autour du cou, alors que celle-ci ignorait tout de son fonctionnement et utilité ? Elle dit bien au début de l'épisode, lorsque Diggs souhaite le lui prendre, qu'elle le possède depuis longtemps et qu'elle en ignore l'usage.

### Épisode 7:Un monde enchanté
- Titre original : Dragon Slide
- Numéro(s) : 30 (3-07)
- Scénariste : Tony Blake et Paul Jackson
- Réalisateur : David Livingston
- Diffusion(s) :
  -  États-Unis : 8 novembre 1996 sur le réseau FOX
  -  France : 24 octobre 1997 sur M6
- Résumé :

Les glisseurs arrivent dans un monde où les druides sont omniprésents. Ils parviennent de justesse à éviter un sacrifice humain. Quinn est bientôt la cible d'un homme qui veut éliminer toute la lignée des Mallory. Pendant ce temps, Rembrandt rencontre le double d'une de ses amies qui est maintenant psychiatre et tombe amoureux de Wade après avoir bu un étrange philtre d'amour.
- Commentaire : 
  - Charlie O'Connell, déjà apparu dans un épisode de la deuxième saison, réapparaît dans cet épisode jouant un rôle différent. Il reviendra sous les traits du frère du Quinn du sixième au dernier épisode de la quatrième saison.
  - Lester Barry, déjà apparu dans l'épisode 6 de la saison 3, reprend un rôle similaire (barman) dans cet épisode.

### Épisode 8:Un monde de feu sacré
- Titre original : The Fire Within
- Numéro(s) : 31 (3-08)
- Scénariste : Josef Anderson
- Réalisateur : Jefery Levy
- Diffusion(s) :
  -  États-Unis : 15 novembre 1996 sur le réseau FOX
  -  France : 27 octobre 1997 sur M6
- Résumé :

Les glisseurs arrivent dans un monde où le pétrole et les produits inflammables tels que l'essence sont très faciles à trouver, mais une flamme du monde précédent les a suivis dans le vortex.

### Épisode 9:Un monde de partage
- Titre original : The Prince of Slides
- Numéro(s) : 32 (3-09)
- Scénariste : Tony Blake et Paul Jackson
- Réalisateur : Richard Compton
- Diffusion(s) :
  -  États-Unis : 22 novembre 1996 sur le réseau FOX
  -  France : 28 octobre 1997 sur M6
- Résumé :

Les glisseurs sont dans un monde où les États-Unis sont une monarchie et où les femmes et les hommes se partagent les embryons. Alors qu'ils sont à l'hôpital pour soigner le professeur qui est tombé sur une ruche, Rembrandt est pris pour son double, un duc, et reçoit un bébé dans le ventre. Mais quelqu'un souhaite l'éliminer... Avec l'aide du duc, Quinn et Wade vont tenter le tout pour le tout afin de sauver leur ami. Ils arrivent ensuite dans un monde où les humains sont des anges au sens propre.
- Commentaire : 
  - Cet épisode marque la dernière apparition de Clinton Derricks-Carroll

### Épisode 10:Un monde de justice médiatique
- Titre original : Dead Man Sliding
- Numéro(s) : 33 (3-10)
- Scénariste : Nan Hagan
- Réalisateur : Richard Compton
- Diffusion(s) :
  -  États-Unis : 29 novembre 1996 sur le réseau FOX
  -  France : 29 octobre 1997 sur M6
- Résumé :

Les glisseurs sont dans un monde où le public juge les accusés lors des procès. Quinn est bientôt pris pour son double et emmené au cours d'un procès télévisé.
Erreurs et incohérences :
- Lorsque la chasseuse de primes consulte, sur son ordinateur, le profil de Quinn, il y est mentionné que celui-ci est âgé de 23 ans. Or, nos amis glissent depuis au moins deux ans, et Quinn était déjà âgé de 23 ans au moment de la première glisse. Il ne peut donc pas s'agir de son âge véritable.

### Épisode 11:Un monde d'androïdes
- Titre original : State of the A.R.T
- Numéro(s) : 34 (3-11)
- Scénariste : Nan Hagan
- Réalisateur : John T. Kretchmer
- Diffusion(s) :
  -  États-Unis : 6 décembre 1996 sur le réseau FOX
  -  France : 30 octobre 1997 sur M6
- Résumé :

Les glisseurs sont dans un monde où les humains ont été remplacés par des robots. Le seul être humain encore en vie est le créateur de tous ces robots. Il compte bien en fabriquer deux autres à l'image de Quinn et de Rembrandt.
- Commentaires : 
  - Le scénario de cet épisode est inspiré de l'épisode de la série Star Trek : La Planète des illusions.[réf. souhaitée]
  - Robert Englund apparaît dans cet épisode.

### Épisode 12:Un monde endetté
- Titre original : Season's Greedings
- Numéro(s) : 35 (3-12)
- Scénariste : Eleah Horwitz
- Réalisateur : Richard Compton
- Diffusion(s) :
  -  États-Unis : 20 décembre 1996 sur le réseau FOX
  -  France : 31 octobre 1997 sur M6
- Résumé :

Les glisseurs sont dans un monde où les humains dépendent d'un gigantesque centre commercial. C'est la période de Noël et les gens sont forcés d'acheter de plus en plus de cadeaux tous les jours. Une femme confie son bébé à Arturo et s'enfuit ; celui-ci se met alors en quête de la retrouver. Pendant ce temps, Wade recolle les morceaux entre le double de son père et celui de sa sœur aînée qui se sont brouillés après la mort du double de sa mère et de Wade morte en couches.
- Commentaires :
- Une allusion est faite à l'épisode un monde de partage (saison 3, épisode 9).
- Lors d'une scène, Wade dit à Quinn qu'elle sait très bien qu'elle ne passera plus jamais de Noël avec sa famille ; il s'avère malheureusement que cette prédiction était vraie, Wade ayant disparu dès la saison suivante, et n'ayant jamais été retrouvée.

### Épisode 13:Un monde de stress
- Titre original : Murder Most Foul
- Numéro(s) : 36 (3-13)
- Scénariste : David Peckinpah
- Réalisateur : Jeff Woolnough
- Diffusion(s) :
  -  États-Unis : 3 janvier 1997 sur le réseau FOX
  -  France : 3 novembre 1997 sur M6
- Résumé :

Les glisseurs atterrissent sur un nouveau monde où les gens qui travaillent trop sont envoyés dans un centre de désintoxication et hypnotisés. En pleine rue, un passant renverse son café sur Arturo qui par conséquent s'énerve. Il est pris pour l'un d'eux et se prend pour un célèbre détective. Quinn, Wade et Rembrandt participent à un jeu de rôle pour le retrouver, mais ils s'aperçoivent qu'il y a vraiment des meurtres. De plus, un garçon a volé le minuteur.
- Commentaire :
- Lester Barrie (Elston Diggs) apparaît dans cet épisode.

### Épisode 14:Un monde de pyramides
- Titre original : Slide like an Egyptian
- Numéro(s) : 37 (3-14)
- Scénariste : Scott Smith Miller
- Réalisateur : Adam Nimoy
- Diffusion(s) :
  -  États-Unis : 17 janvier 1997 sur le réseau FOX
  -  France : 4 novembre 1997 sur M6
- Résumé :

Dans ce monde, les Égyptiens dominent. Arturo, Wade et Rembrandt sont enfermés dans une immense pyramide où ils doivent lutter contre un scarabée géant. Pendant ce temps, Quinn, qui a été emmené à l'hôpital pour servir de cobaye, parvient à s'échapper mais croit que ses amis ont glissé sans lui. Aidé par un médecin, Quinn découvre que ses amis sont toujours là, mais qu'ils sont bloqués dans la pyramide. En se rendant dans le cabinet de l'architecte ayant conçu la pyramide, Quinn tombe sur un minuteur, celui-ci avait été volé par l'architecte dans le but de s'échapper de la pyramide (En effet, dans la civilisation égyptienne, les architectes étaient enfermés dans la pyramide pour éviter toutes fuites d'information quant à sa conception).
- Commentaire :
  - C'est le premier épisode où dans un monde parallèle, nos héros ne glissent pas après l'ouverture du vortex avec leur minuteur. C'est l'un des seuls monde humain autre que le monde d'origine de Quinn, qui maitrise la glisse et l'a rendu publique (lorsque les amis de Quinn se retrouvent bloqué dans la pyramide, le journal télévisé annonce que l'incident est dû à l'ouverture d'un vortex inter-dimensionnel). Pour s'échapper de ce monde, le groupe utilise un minuteur égyptien, normalement réservé à l'unique usage de la famille royale.

### Épisode 15:Un monde d'éternelle jeunesse
- Titre original : Paradise Lost
- Numéro(s) : 38 (3-15)
- Scénariste : Steve Stoliar
- Réalisateur : Jim Johnston
- Diffusion(s) :
  -  États-Unis : 31 janvier 1997 sur le réseau FOX
  -  France : 5 novembre 1997 sur M6
- Résumé :

Sur ce monde, une créature gigantesque se nourrit des humains esseulés afin de rester en vie. Quinn et Arturo aident une jeune femme à retrouver son assistant, tandis que Wade et Rembrandt sont embauchés dans le restaurant local.

### Épisodes 16 et 17:Un monde d'exode:1reet2epartie
- Titre original : The Exodus
- Numéro(s) : 39 (3-16) et 40 (3-17)
- Scénariste : Tony Blake et Paul Jackson 1re partie - Josef Anderson, Tony Blake et Paul Jackson 2e partie
- Réalisateur : Jim Charleston 1re partie - Jefery Levy 2e partie
- Diffusion(s) :
  -  États-Unis : 21 février 1997 sur le réseau FOX
  -  France : 7 novembre 1997 1re partie - 10 novembre 1997 2e partie sur M6
- Résumé :

Les glisseurs arrivent sur un monde qui s’apprête à être détruit par des pulsars. Ils y font la connaissance de l’officier Maggie Beckett, de son mari Steven Jensen et du colonel Rickman. Avec Quinn, Jensen finit de fabriquer un minuteur capable de retenir des coordonnées de glisse. Quinn et Maggie ont pour mission de trouver un monde refuge pour fuir les pulsars. Après être tombé dans un monde géant et de « lapin mangeur d'homme », puis dans un monde identique à celui de Maggie (jugé trop dangereux en raison des similitudes), ils glissent sur une Terre très similaire à celle de Quinn, et plus exactement près de chez lui. Les preuves que le portail grince et que sa mère porte un collier en cœur qu'il voulait lui offrir pour son anniversaire (la glisse ne lui a pas permis de la revoir), Quinn a la satisfaction d'être enfin dans son monde. Néanmoins, Maggie suffoque et les oblige à repartir dans son monde malgré le désespoir de madame Mallory. Pendant que Rickman doit prélever des tissus nerveux sur différentes personnes pour survivre. Il assassine Jensen puis Arturo (qui s'interpose pour sauver Quinn) et parvient à s'enfuir vers un autre monde. Alors que Maggie intègre le groupe pour venger son mari, Quinn, Wade et Rembrandt rendent un hommage bouleversant au professeur.
- Commentaire : 
  - Cet épisode est le premier avec Kari Wuhrer et l'avant-dernier avec John Rhys-Davies (il réapparaît dans l'épisode 20 : Un monde de nécrophages).
  - Mark Kiely (Dr Steven Jensen) interprète le rôle du mari de Maggie. Il ne reprendra pas son rôle dans l'épisode un monde robotisé (saison 4, épisode 16).
  - Linda Henning (Mrs. Mallory) apparaît dans cet épisode.
  - Wes Charles Jr. (Malcolm Eastman) apparaît dans cet épisode.
  - Incohérence : Le portail du monde de Quinn grince, alors que dans l'épisode un monde mystique (saison 2, épisode 1) le jardinier a graissé les charnières du portail pendant leur absence.

### Épisode 18:Un monde de zombies
- Titre original : Sole Survivors
- Numéro(s) : 41 (3-18)
- Scénariste : Steven Kriozere
- Réalisateur : David Peckinpah
- Diffusion(s) :
  -  États-Unis : 7 mars 1997 sur le réseau FOX
  -  France : 21 février 1998 sur M6
- Résumé :

Les Glisseurs, composés maintenant de Quinn, Wade, Rembrandt et Maggie arrivent sur un monde peuplé de zombies infectés par un dangereux virus. Toujours à la poursuite du colonel Rickman qui laisse beaucoup de morts derrière lui. Hélas, Quinn est déjà mordu par l'un d'entre eux qui lui transmet le virus. L'équipe se sépare alors en deux. De leur côté, Maggie et Quinn rencontrent l'une des seules rescapées de cette épidémie effrayante qui leur donne des détails sur l'horrible destinée de son monde. Malheureusement, les effets du virus se font de plus en plus ressentir dans le corps de Quinn, qui perd toute volonté…

### Épisode 19:Un monde d'aliens
- Titre original : The Breeder
- Numéro(s) : 42 (3-19)
- Scénariste : Eleah Horwitz
- Réalisateur : Paris Barclay
- Diffusion(s) :
  -  États-Unis : 14 mars 1997 sur le réseau FOX
  -  France : 14 avril 1998 sur M6
- Résumé :

Le groupe de glisseurs atterrit sur une Terre remplie d’Aliens et cherche un remède pour guérir Maggie, qui est tombée enceinte de l’un d’eux.
- Commentaire :
  - L'enseigne du Palace mentionne le film "Back to the future 4".
  - Lester Barrie (Elston Diggs) apparaît dans cet épisode.

### Épisode 20:Un monde de nécrophages
- Titre original : The Last of Eden
- Numéro(s) : 43 (3-20)
- Scénariste : Josef Anderson
- Réalisateur : Allan Eastman
- Diffusion(s) :
  -  États-Unis : 28 mars 1997 sur le réseau FOX
  -  France : 5 novembre 1997 sur M6
- Résumé :

Quinn, Wade et Rembrandt se remémorent une aventure avec le professeur Arturo, où Wade était prise au piège dans un monde souterrain…
- Commentaires : 
  - Cet épisode a été tourné avant que John Rhys-Davies ait quitté la série. Une séquence inédite a donc été tournée pour expliquer la présence d'Arturo dans cet épisode sous forme de flashback.
  - Il s'agit de la dernière apparition du professeur Arturo dans la série.
  - C'est le seul épisode où Kari Wuhrer n'apparaît pas depuis l'épisode double Un monde d'exode.
  - Une allusion est faite à l'épisode un monde retrouvé (saison 3, épisode 4).
  - Une allusion est faite à l'épisode un monde d'eau pure (saison 3, épisode 6).
  - Arturo apprend à Rembrandt qu'il souffre d'une tumeur au cerveau.

### Épisode 21:Un monde de brume
- Titre original : The Other Slide of Darkness
- Numéro(s) : 44 (3-21)
- Scénariste : Nan Hagan et Scott Smith Miller
- Réalisateur : Jeff Woolnough
- Diffusion(s) :
  -  États-Unis : 11 avril 1997 sur le réseau FOX
  -  France : 12 novembre 1997 sur M6
- Résumé :

Quinn, Maggie, Rembrandt et Wade arrivent sur une Terre où une tribu d'humains sont forcés de vivre en permanence dans un brouillard toxique qui est irrespirable pour d'autres. Lors de recherche, Maggie et Quinn sont capturés par la tribu. Quinn découvre que le chef de cette tribu n'est autre que son double, celui qui l'avait aidé à résoudre l'équation. Celui-ci lui avoue avoir donné aussi l’équation de la glisse aux Kromaggs. C'est donc pour cela qu'ils connaissent et ont colonisé plusieurs terres. Cependant, le colonel Rickman est aussi sous la protection de la tribu et le double de Quinn l'aide à s'enfuir. Les glisseurs doivent maintenant échapper à la tribu et retrouver le colonel qui n’attend qu'une chose : pouvoir les tuer…
- Commentaires : 
  - À partir de cet épisode, Neil Dickson remplace Roger Daltrey dans le rôle du colonel Rickman. Le changement de visage de Rickman est donc expliqué au cours de l'épisode, qui est que les injections de cellules cérébrales en sont la cause.
  - Une allusion est faite à l'épisode Le monde selon Lénine (saison 1, épisode 1).
  - Une allusion est faite à l'épisode Un monde d'envahisseurs (saison 2, épisode 9).
  - Le double de Quinn a bien changé et dirige en maître cette peuplade primitive, qui le vénère comme un Dieu. Ses nombreuses glisses solitaires l'ont transformé en un homme sans espoir, sans vie. Il veut mourir. Il explique à notre Quinn que s'il est resté honnête, bon et dévoué aux autres, c'est parce qu'il glissait avec ses amis qui le soutenaient quand ça n'allait pas bien.

### Épisode 22:Un monde de trafic
- Titre original : Slither
- Numéro(s) : 45 (3-22)
- Scénariste : Tony Blake et Paul Jackson
- Réalisateur : Jim Johnston
- Diffusion(s) :
  -  États-Unis : 25 avril 1997 sur le réseau FOX
  -  France : 13 novembre 1997 sur M6
- Résumé :

Après des vacances au Mexique, Quinn et Rembrandt tentent de rejoindre San Francisco, mais l’avion du retour affiche complet; ils embarquent donc avec une femme qui fait du trafic d’animaux. Pendant ce temps, Maggie et Wade se lancent à leur recherche…

### Épisode 23:Un monde de déjà-vu
- Titre original : Dinoslide
- Numéro(s) : 46 (3-23)
- Scénariste : David Peckinpah
- Réalisateur : Richard Compton
- Diffusion(s) :
  -  États-Unis : 2 mai 1997 sur le réseau FOX
  -  France : 14 novembre 1997 sur M6
- Résumé :

En poursuivant Rickman, les glisseurs retournent sur le monde colonisé par les survivants de la terre d'origine de Maggie. Ils découvrent avec stupeur que des dinosaures peuplent ce monde…
- Commentaires :
- Une allusion est faite à l'épisode le monde des dinosaures (saison 2, épisode 11).
- Une allusion est faite à l'épisode un monde de zombies (saison 3, épisode 18).
- Neil Dickson (Col. Angus Rickman) apparaît dans cet épisode.
- Wes Charles Jr. (Malcolm Eastman) apparaît dans cet épisode.

### Épisode 24:Un Monde selon Stoker
- Titre original : Stocker
- Numéro(s) : 47 (3-24)
- Scénariste : Josef Anderson
- Réalisateur : Jerry O'Connell
- Diffusion(s) :
  -  États-Unis : 9 mai 1997 sur le réseau FOX
  -  France : 24 avril 1998 sur M6
- Résumé :

Tandis que le colonel Rickman essaie tant bien que mal de changer de visage, Wade devient fascinée par un groupe de rock vampire qui compte l’utiliser afin de voler le minuteur…
- Commentaires : 
  - Le nom de cet épisode est une référence à l'écrivain irlandais Bram Stoker, célèbre pour son roman Dracula.
  - Duff McKagan, bassiste de Guns'n'Roses, Velvet Revolver et Loaded est présent dans cet épisode.
  - Neil Dickson (Col. Angus Rickman) apparaît dans cet épisode.
  - Episode réalisé par Jerry O'Connell.

### Épisode 25:Un monde hybride
- Titre original : This slide of Paradise
- Numéro(s) : 48 (3-25)
- Scénariste : Nan Hagan
- Réalisateur : Jim Johnston
- Diffusion(s) :
  -  États-Unis : 16 mai 1997 sur le réseau FOX
  -  France : 11 juillet 1998 sur M6
- Résumé :

Les Glisseurs atterrissent pour une fois dans l'océan, mais près du rivage d'une île. En effet, la Californie est ici constituée d'un immense archipel encore très sauvage. Ils font la connaissance de l'étrange Professeur Vargas qui joue au Dr Moreau en asservissant des créatures mi-humaines qu'il a conçues d'après des modifications génétiques. Rickman à leur poursuite, Maggie demande à Quinn de la laisser régler cette affaire seule, mais ce dernier envoie Wade et Rembrandt dans un vortex qui se referme avant d’avoir pu accueillir Rickman. Quinn ouvre un second vortex et il a le temps de sauter avec Maggie. Rickman meurt en s’écrasant au pied d’une falaise. Pendant ce temps, Quinn et Maggie arrivent dans un monde futuriste et essaient de retrouver leurs amis.
- Commentaires : 
  - C'est le dernier épisode avec Sabrina Lloyd (Wade) au casting principal. Elle reviendra néanmoins prêter sa voix à Wade dans l'épisode Un monde requiem (saison 5 épisode 11).
  - C'est le dernier épisode de la série où Jérôme Keen, le comédien de doublage qui assurait la voix française de Rembrandt, a assuré. Bruno Magne a repris le doublage pour les deux dernières saisons.
  - Neil Dickson (Col. Angus Rickman) apparaît dans cet épisode.
  - Jerry O'Connell et Cleavant Derricks ont ensuite créé avec les producteurs un making-of de la quatrième saison, et ont confié leurs impressions et leurs souvenirs par rapport aux trois premières saisons de la série.
  - Michael York apparaît dans cet épisode dans le rôle du Dr Vargas (il est un ancien acteur de "l'ile du docteur Moreau" dans le rôle de Braddock)
  - Melinda Clarke apparaît dans cet épisode dans le rôle d'Alisandra